# 尼泊尔共产党（民主）
尼泊尔共产党（民主）（英語：Communist Party of Nepal (Democratic)）是尼泊尔的一个已不存在的共产主义政党。该党原为尼泊尔共产党 (雷亚玛吉)内的一个小派别，于1979年分裂出来独立建党。同年，人民运动爆发。该党的领导人是曼南达尔，因此该党又被称作“尼泊尔共产党 (曼南达尔)”。

## 历史
1991年，该党更名为尼泊尔共产党 (民主)，它角逐1991年议会选举，推出75位候选人，2名党员当选议员，得到了177票（2.43%）。
2个月后，尼泊尔共产党 (民主)与另外两个政党合并，它们分别是尼泊尔共产党 (布尔玛)和尼泊尔共产党 (阿玛蒂亚)，合并后成为尼泊尔共产党（联合）。后来，尼泊尔共产党 (布尔玛)和尼泊尔共产党 (阿玛蒂亚)离开了尼泊尔共产党（联合），加入尼泊尔共产党（联合马列）。